# NGC 476
NGC 476 là một thiên hà dạng thấu kính trong chòm sao Song Ngư. Nó nằm cách Trái Đất khoảng 261 triệu năm ánh sáng và được phát hiện vào ngày 3 tháng 11 năm 1864 bởi nhà thiên văn học người Đức Albert Marth.